# Линьков Лев Олександрович
Лев Олександрович Линьков (рос. Лев Александрович Линьков; 20 листопада 1908, Казань, Російська імперія — 1971, Москва, Російська РФСР) — російський письменник, сценарист. Член Спілки письменників РРФСР.

## З життєпису
Дитинство і юність провів у Нижньому Новгороді. Закінчив три курси Архітектурного інституту.
Літературну діяльність розпочав у 1929 р. Перші нариси, оповідання та фейлетони Л. Линькова були опубліковані в 1930 році в горьківській обласній комсомольській газеті «Ленінська зміна». З 1932 року працював в «Комсомольській правді», потім проходив службу у прикордонних військах.
У 1940 році у Дитячому державному видавництві (ДЕТГИЗ) вийшла книжка його оповідань «Слідопит», в 1948 році у видавництві «Молода гвардія» — повість про радянську розвідку «Капітан „Старої Черепахи“». Повість неодноразово перевидавалася в СРСР і в соціалістичних країнах і була екранізована в 1956 році.
Серед книг Л. Линькова — повісті й оповідання про прикордонників:
- «Джерело життя»
- «Відважні серця»
- «Пост семи героїв»
- «Великий обрій»
- «Малюк з Великою притоки».

Автор сценаріїв українських фільмів: «Морський пост» (1938), «Капітан «Старої черепахи» (1956).